# Vransko
Vransko je naselje i središte istoimene općina u središnjoj Sloveniji. Vransko se nalazi istočno od Celja na autocesti Ljubljana- Maribor u pokrajini Štajerskoj i statističkoj regiji Savinjskoj. 

## Stanovištvo
Prema popisu stanovništva iz 2002. godine Vransko je imalo 720 stanovnika.

## Vanjske poveznice
- Satelitska snimka naselja  Arhivirana inačica izvorne stranice od 29. srpnja 2017. (Wayback Machine)